# Hundskirche Kreuzen

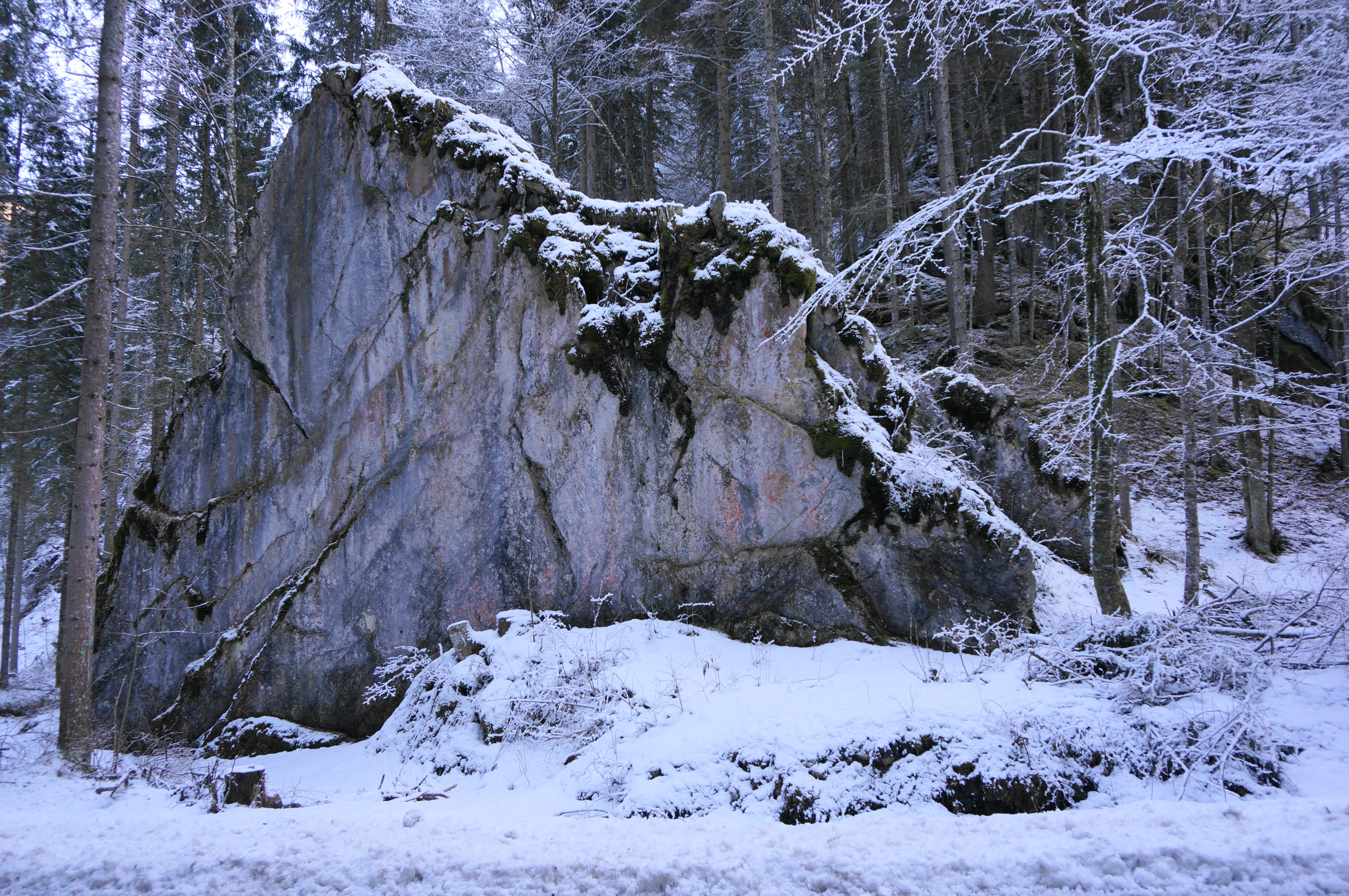
Hundskirche der Geheimprotestanten in Kreuzen

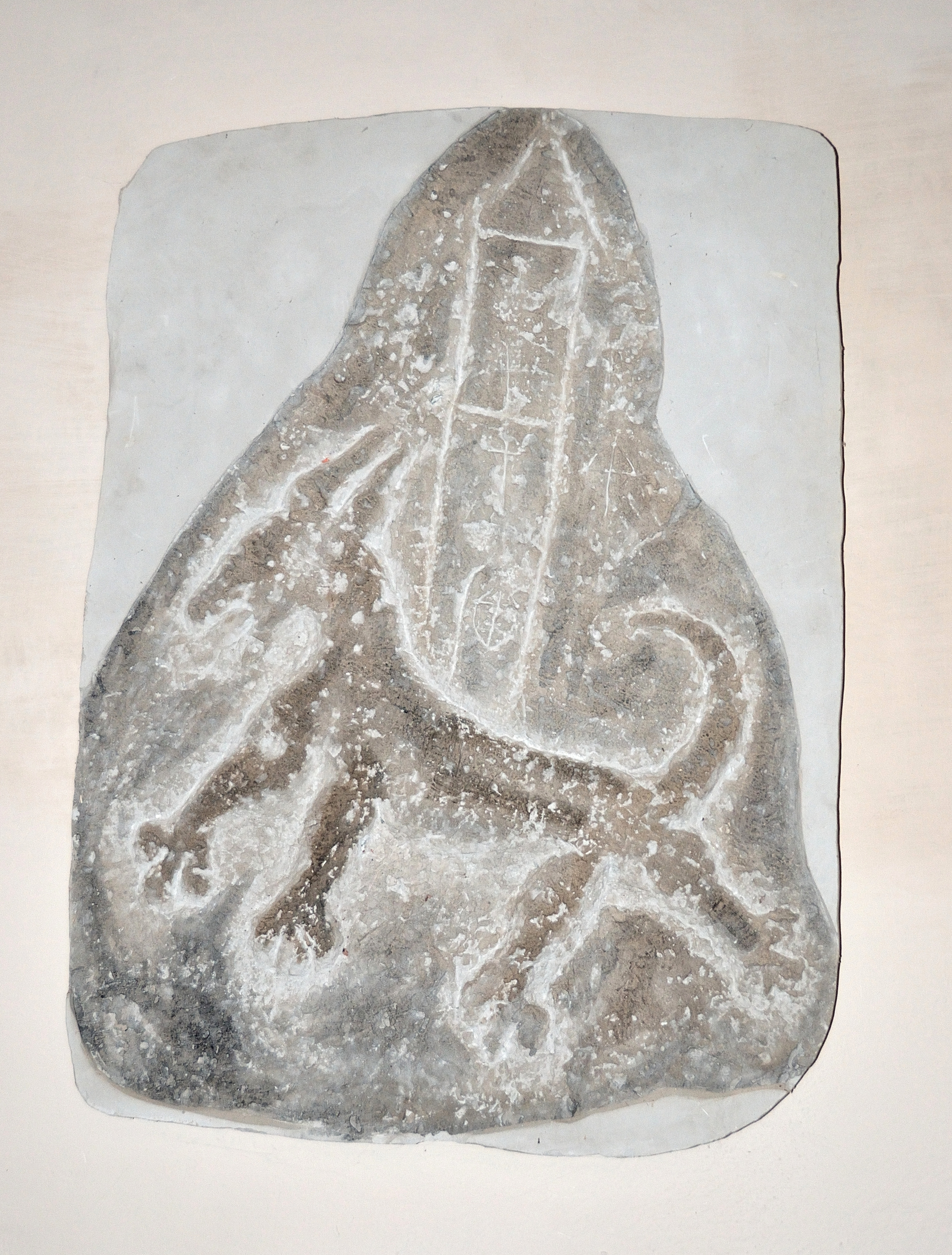
Abzug des Hundes im Toleranzbethaus Fresach

Die Hundskirche Kreuzen befindet sich in der Ortschaft Kreuzen der Marktgemeinde Paternion im Bezirk Villach-Land in Kärnten. Der Felsen mit einer Ritzzeichnung diente als Versammlungsort der Geheimprotestanten und ist heute eine Station auf dem Weg des Buches. Der sogenannte Felsaltar steht unter Denkmalschutz (Listeneintrag).

## Beschreibung

### Felsen
Es handelt sich bei der Hundskirche um einen aufrechten dreieckigen Felsen aus Kalkstein (Dolomit), der sich rund 3–4 Meter neben der Fahrbahn der Landstraße zwischen Kreuzen und Boden befindet, noch im Engteil des Tales, bevor sich dieses zum „Boden“ aufweitet, getrennt durch den parallel führenden Moschbach an dessen Südseite.
Seine volle Breite hat der Felsen am Boden mit rund 21 Meter, seine höchste Stelle erreicht er in rund 13 Meter. An den beiden flachen Kalkwänden, östlich und westlich, wurden volkstümliche Darstellungen und schwer zu deutende Inschriften eingemeißelt, wobei die Rückseite bemoost und von einigen Bäumen bewachsen ist. Durch eine Aufschüttung und mit zwei kleineren Felsen verbunden, ist hinter dem Felsen ein kleiner Platz für maximal 15 bis 20 Personen entstanden.

### Nutzung und Deutung
Nach aktuellem Forschungsstand diente die Hundskirche („Altar“) als geheimer Gottesdienstort während des Geheimprotestantismus im 17. und 18. Jahrhundert.
Erkennbar und in der (wissenschaftlichen) Deutung sind:
- An beiden Flachseiten des Felsens sind Hundedarstellungen eingemeißelt, namensgebend für die Hundskirche als Anspielung auf den Jesuiten und Gegenreformator Petrus Canisius, nach dem lateinischen Wort für Hund, canis:
  - An der Ostseite eine große Hundedarstellung[3] in erhabener Relieftechnik gearbeitet. Der nach links im Profil gerichtete Hund, misst vom Kopf bis zum Schweif rund 45 cm und vom Kopf zur Pfote rund 40 cm. Er hat sein Maul bei heraushängender Zunge geöffnet und einen gekrümmten Schweif. Gut zu erkennen sind seine Pfoten mit jeweils drei Zehen.[1] (Siehe auch Abbildung oben, Abzug des Hundes im Toleranzbethaus Fresach.)
  - An der Westseite findet sich eine kleinere Hundedarstellung:[6]

Hier ist die Figur eines Hundes gut erkennbar. Dieser ist kunstvoll in Relieftechnik gearbeitet. Es handelt sich um ein erhabenes Relief. Der Hund ist im Profil dargestellt, nach links gerichtet. Man erkennt sehr gut seine Pfoten mit jeweils drei Zehen. Er hat das Maul offen, die Zunge hängt heraus. Sein Schweif ist gekrümmt und nach oben gerichtet. Über dem Rücken des Hundes, lassen sich die Umrisse eines Kirchturms erkennen. In seiner unteren Hälfte sind zwei Kreuze eingeritzt, eines davon ist von einem Kreis umgeben. Daneben, auf seiner rechten Seite, befindet sich noch ein weiteres umkreistes Kreuzzeichen. Oberhalb des Kirchturms erkennt man ein Zickzackband. Der Hund misst vom Kopf bis zum Schweif 45 cm und vom Kopf zur Pfote 40 cm. Der Kirchturm ist 10 cm breit und ca. 55 cm hoch.
- Weiters an der ostseitigen Felswand, über dem Hund, befindet sich in Gravur ein Umriss eines Turmes, circa 10 cm breit und circa 55 cm hoch; dieser wird als Kirchturm gedeutet. In dessen unterer Hälfte sind zwei Kreuze, davon eines von einem Kreis umrahmt, sowie rechts vom Kirchturm noch ein weiteres umkreistes Kreuzzeichen eingeritzt. Oberhalb des Turms ist ein Zickzackband zu erkennen.[1]

- Weiters an der westseitigen Felswand befinden sich[6] und werden gedeutet als:
  - Eine gekrönte Schlange als Anspielung auf Ferdinand, den innerösterreichischen Landesherrn und späteren römisch-deutschen Kaisers.
- Eine Darstellung einer Schnecke, die einen Kirchturm trägt und die als Metapher für die behäbige, aber aufrechte protestantische Kirche gedeutet wird.[7]
- Weiters ist die Zahl 1599 erkennbar (im Jahr 1592 erwarb Moritz Christoph Khevenhüller die Herrschaft Paternion, die als Hinterlassenschaft über dessen Sohn an den Bruder bzw. Onkel im Jahr 1599 an Bartholomäus (Bartlmä) Khevenhüller überging[8]);
- in Großbuchstaben, teilweise um 90 und um 180 Grad verdreht, die Worte: „also gets in der Welt“[2][6] („Also geht’s in der Welt“[9]).

In der Langschrift werden die Zeichen und die Inschriften gedeutet als:

„Trotz der schlangengleichen Falschheit des Kaisers Ferdinand und der unbarmherzigen Härte des Peter Canisius geht die wahre protestantische Kirche langsam wie eine Schnecke, aber ungebrochen aufrecht wie der Turm, Ihren Weg.“